# NGC 7013
NGC 7013 est une galaxie lenticulaire relativement rapprochée et située dans la constellation du Cygne. Sa vitesse par rapport au fond diffus cosmologique est de 486 ± 21 km/s, ce qui correspond à une distance de Hubble de 7,2 ± 0,6 Mpc (∼23,5 millions d'al). NGC 7013 a été découverte par l'astronome germano-britannique William Herschel en 1784.
NGC 7013 présente une large raie HI et est aussi une galaxie LINER, c'est-à-dire une galaxie dont le noyau présente un spectre d'émission caractérisé par de larges raies d'atomes faiblement ionisés.
À ce jour, cinq mesures non basées sur le décalage vers le rouge (redshift) donnent une distance de 15,220 ± 6,725 Mpc (∼49,6 millions d'al), ce qui est à l'intérieur des valeurs de la distance de Hubble. Cependant, cette galaxie est relativement rapprochée du Groupe local. On obtient souvent des distances assez différentes pour les galaxies rapprochées en se basant sur le décalage en raison du mouvement propre de ces galaxies dans le groupe où l'amas où elles sont situées. Cette valeur est peut-être plus près de la distance réelle de cette galaxie. Notons que c'est avec la valeur moyenne des mesures indépendantes, lorsqu'elles existent, que la base de données NASA/IPAC calcule le diamètre d'une galaxie.

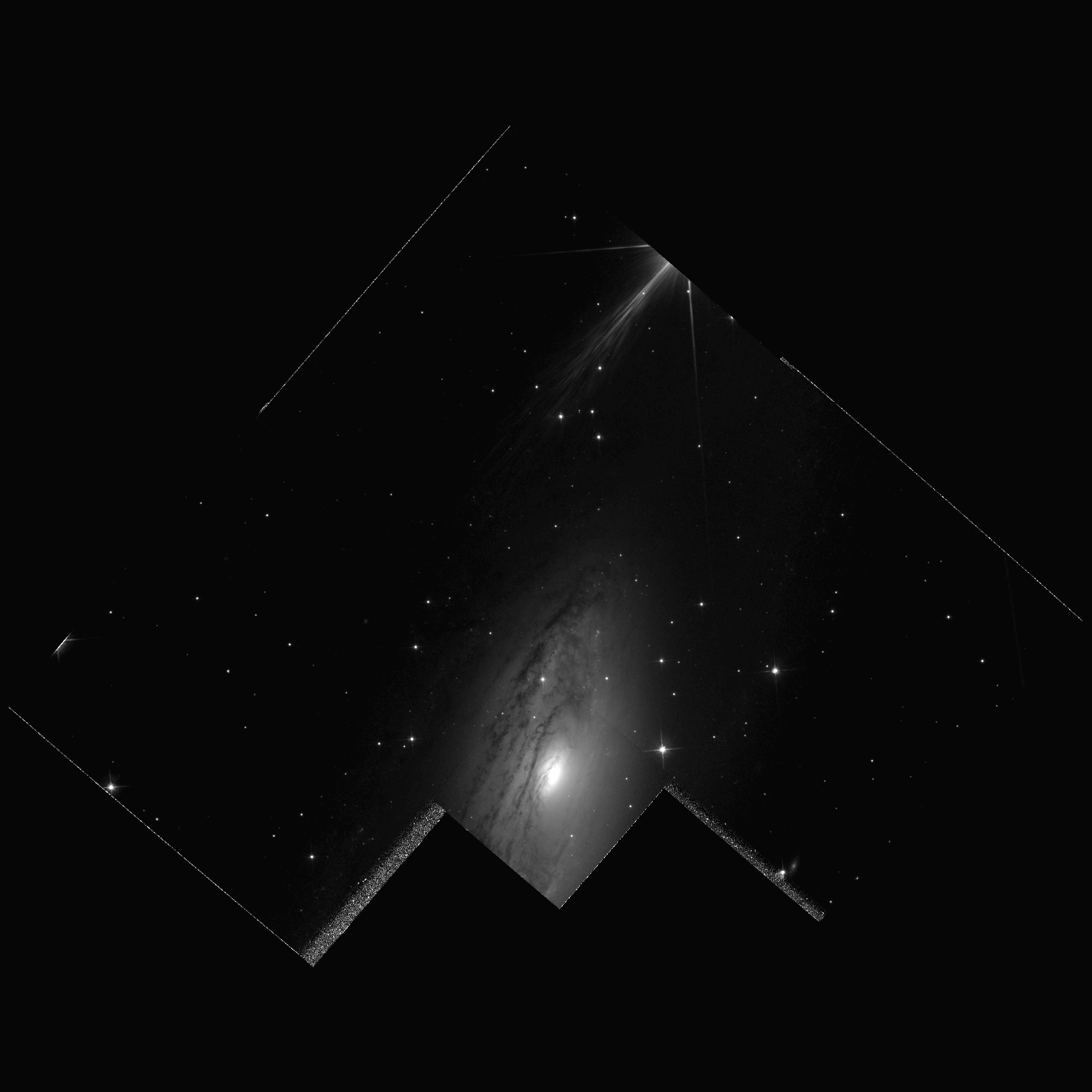
NGC 7013 par le télescope spatial Hubble.

## Caractéristiques physiques
Selon une étude publiée en 2002, NGC 7013 pourrait avoir été dans le passé une galaxie dont le centre était en forme de barre. Cette barre se serait à présent dissoute, ne laissant que des structures en forme de lentilles entre le bulbe et le reste du disque galactique. NGC 7013 abrite également en son sein un anneau de populations stellaires relativement jeunes d'un rayon égale à environ 400 pc (∼1 300 al).

### Distribution de l'hydrogène neutre (HI)
Les principales concentrations de l'hydrogène neutre dans cette galaxie sont surtout situées dans deux anneaux. Entre celles-ci, la concentration dans le milieu interstellaire est très faible. La faible teneur en hydrogène atomique neutre dans le disque de NGC 7013 et sa couleur rougeâte suggère que la teneur en gaz de son disque est tombée sous le seuil nécessaire à la formation d'étoiles. Le rapport peu élevé de la taille du bulbe à celle du disque ainsi que sa faible vitesse de rotation impliquent que c'est une galaxie de faible masse et de faible densité, contrairement aux galaxies lenticulaires typiques plus lumineuses. Il se peut donc que NGC 7013 soit une ancienne galaxie spirale de type tardif qui aurait épuisé la majeure partie de ses réserves de gaz interstellaire.